# 1841 en Belgique
Chronologie de la Belgique
- 1837
- 1838
- 1839
- 1840
- 1841
- 1842
- 1843
- 1844
- 1845

Cette page recense des événements qui se sont produits durant l'année 1841 du calendrier grégorien en Belgique.

## Chronologie

### Avril
- 10 avril : loi imposant la création d'un atlas des chemins vicinaux dans chaque commune.
- 13 avril : démission du cabinet libéral de Joseph Lebeau, en Belgique, à la suite des débats sur l'enseignement et l'Église. Début du cabinet de coalition libéral et catholique de Jean-Baptiste Nothomb (fin en 1845)[1].

### Septembre
- 18 septembre : création de la Compagnie belge de colonisation, dans le but de coloniser la région du district de Santo Tomás de Castilla, au Guatemala.
- 19 septembre : fondation de l'Académie royale de médecine.

## Culture

### Peinture

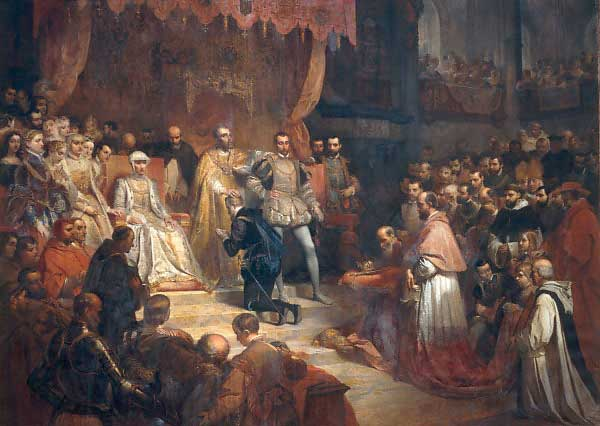
Abdication de Charles Quint (Louis Gallait).

## Naissances
- 12 juillet : César De Paepe, homme politique († 19 décembre 1890).